# Gräberfeld von Apfelstädt
Das Gräberfeld von Apfelstädt ist ein endneolithisches Gräberfeld bei Apfelstädt, einem Ortsteil von Nesse-Apfelstädt im Landkreis Gotha (Thüringen). Es wurde 2005 teilweise ergraben, wobei unter anderem sieben Gräber der Schnurkeramik-Kultur (2800–2200 v. Chr.) und fünf Gräber der Glockenbecherkultur (2600–2200 v. Chr.), darunter ein reich ausgestattetes Kriegergrab, entdeckt wurden.

## Lage
Die Gegend um Apfelstädt ist sehr reich an archäologischen Funden, die eine durchgehende Besiedelung seit dem Frühneolithikum belegen. 2005 wurden beim Bau einer Erdgasleitung zahlreiche Fundstellen aufgedeckt, die zeitlich von der frühneolithischen Linienbandkeramik bis zur Merowingerzeit im Frühmittelalter reichen. Im südlichen Bereich der Erdgasleitung zwischen der A 4 und der Landesstraße 2147 wurde das endneolithische Gräberfeld entdeckt. Etwa 500 m nördlich wurden 2009 im Vorfeld der Errichtung eines Einkaufsmarktes eine linienbandkeramische Siedlung und eine Totenhütte der spätneolithischen Bernburger Kultur (siehe Totenhütte von Apfelstädt) sowie südlich und südöstlich davon zwei endneolithische und mehrere nicht bestimmbare und westlich davon mehrere frühmittelalterliche Gräber entdeckt.

## Beschreibung
Die Ausdehnung des Gräberfeldes beträgt in ost-westlicher Richtung mindestens 270 m. Die nord-südliche Ausdehnung kann nicht sicher bestimmt werden, da die Breite der Grabungsfläche nur 15 m betrug; anhand der Geländesituation kann aber von einer maximalen Ausdehnung von etwa 200 m ausgegangen werden.

### Die schnurkeramischen Gräber
Von den sieben Gräbern der Schnurkeramik enthielten nur drei Beigaben. Die restlichen vier konnten nur aufgrund der Lage und der Ausrichtung der Toten dieser Kultur zugeordnet werden.
Das westlichste Grab war sehr aufwändig gestaltet und ausgestattet. Der Tote war in einer tiefen Grube beigesetzt worden, die 2 m unter das heutige Bodenniveau reichte. In der Verfüllung wurden mehrere Brandschichten festgestellt. Über dem Grab war eine Totenhütte in Pfostenbauweise errichtet worden. Der Tote lag auf der rechten Seite in west-östlicher Richtung. Zu seinen Beigraben gehörten ein Becher mit Fischgräten-Verzierung, eine Amphore, zwei Beile aus Felsgestein, eine Feuerstein-Klinge, ein Knochen-Pfriem sowie Reste von weiteren Knochengeräten. Mittels Radiokarbonmethode konnten die Knochen des Toten auf ein Alter von 4030±30 BP bestimmt werden.
Östlich dieses Grabes befand sich ein Kreisgraben mit einem Innendurchmesser von 11 m. In seinem östlichen Bereich wurde ein nord-südlich orientiertes Skelett in gestreckter Rückenlage gefunden. Das Grab war mit einer Steinschicht überdeckt. Da Beigaben fehlten, ist eine Datierung schwierig, vermutlich stammt die Bestattung aber aus der Bronzezeit oder frühen Eisenzeit.
6 m östlich des Kreisgrabes wurde eine ost-westlich orientierte Frauenbestattung entdeckt. Zu ihren Beigaben gehörte eine Füßchenschale, ein Becher, zwei Bechernäpfchen, eine Amphore, eine Feuerstein-Klinge, ein Knochenpfriem, mehrere Scheiben-Perlen, zwei Schalen einer Flussperlmuschel und drei durchbohrte Tierzähne.

### Die Gräbergruppe der Glockenbecherkultur
Von den fünf aufgedeckten Gräbern der Glockenbecherkultur bilden vier eine Gruppe. Bei dem nördlichsten Grab handelte es sich um eine nord-südlich orientierte Bestattung eines Mannes. Seine Grabbeigaben bestanden aus einem unverzierten Glockenbecher, einer Armschutzplatte, drei Pfeilspitzen aus Feuerstein, einem Feuerstein-Abschlag, einer Klinge aus Porphyr sowie einer knöchernen Petschaftkopfnadel, die bislang einzigartig für die Glockenbecherkultur in Mitteldeutschland ist.
Südlich dieses Grabes lag die ebenfalls nord-südlich orientierte Bestattung einer Frau. Westlich von ihr waren zwei Kinder bestattet; auch diese waren nord-südlich orientiert. Im Grab des westlichen Kindes lag ein kleines Gefäß, das als Übergangsform zwischen Bechernäpfen und echten Glockenbechern anzusprechen ist. Die östliche Kinderbestattung enthielt keine Beigaben, war aber mit einer Steinplatte abgedeckt, die den ganzen Körper mit Ausnahme des Kopfes bedeckte. Im Winkel zwischen den einzelnen Gräbern wurde eine Grube befunden, in die ursprünglich wohl eine oberirdische Grabmarkierung eingelassen war.

### Das Kriegergrab der Glockenbecherkultur
Das Kriegergrab war die östlichste Bestattung und lag 75 m von der Gräbergruppe entfernt. Der Tote lag in einer 0,8 m tiefen Grube, die ursprünglich mit Holz ausgekleidet war. In einer kleineren, nordöstlich vorgelagerten Grube war ursprünglich wahrscheinlich eine oberirdische Grabmarkierung eingelassen. Der Tote war nord-südlich orientiert und besaß eine reiche Ausstattung. Hierzu gehörten zwei Glockenbecher (einer hinter dem Rücken und einer an den Knien), eine Armschutzplatte und ein Schaber östlich des Beckens, eine Feuerstein-Klinge unter dem Becken und mehrere Pfeilspitzen westlich der rechten Ferse. Da alle Pfeilspitzen in die gleiche Richtung zeigten, dürften sie wohl an Pfeilen befestigt gewesen sein, die in einem Köcher steckten. Hierzu gehörte sicherlich ein nicht mehr erhaltener Bogen, den der Tote aufgrund seiner Armstellung vielleicht gehalten hatte. Die wertvollsten Beigaben stellen zwei Lockenringe aus Elektron dar, die im Brustbereich gefunden wurden.
Mittels Radiokarbonmethode konnten die Knochen des Toten auf ein Alter von 3825±30 BP bestimmt werden.